# دواوده
دواوده (به عربی: دواودة) یک شهرداری در الجزایر است که در استان تیپازه واقع شده‌است.